# Najemnicy szwajcarscy

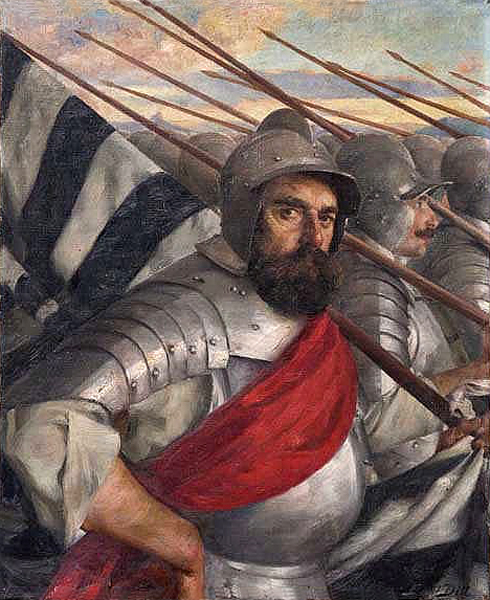
Najemni Szwajcarzy z XVII wieku (mal. Emil Dill, 1900)

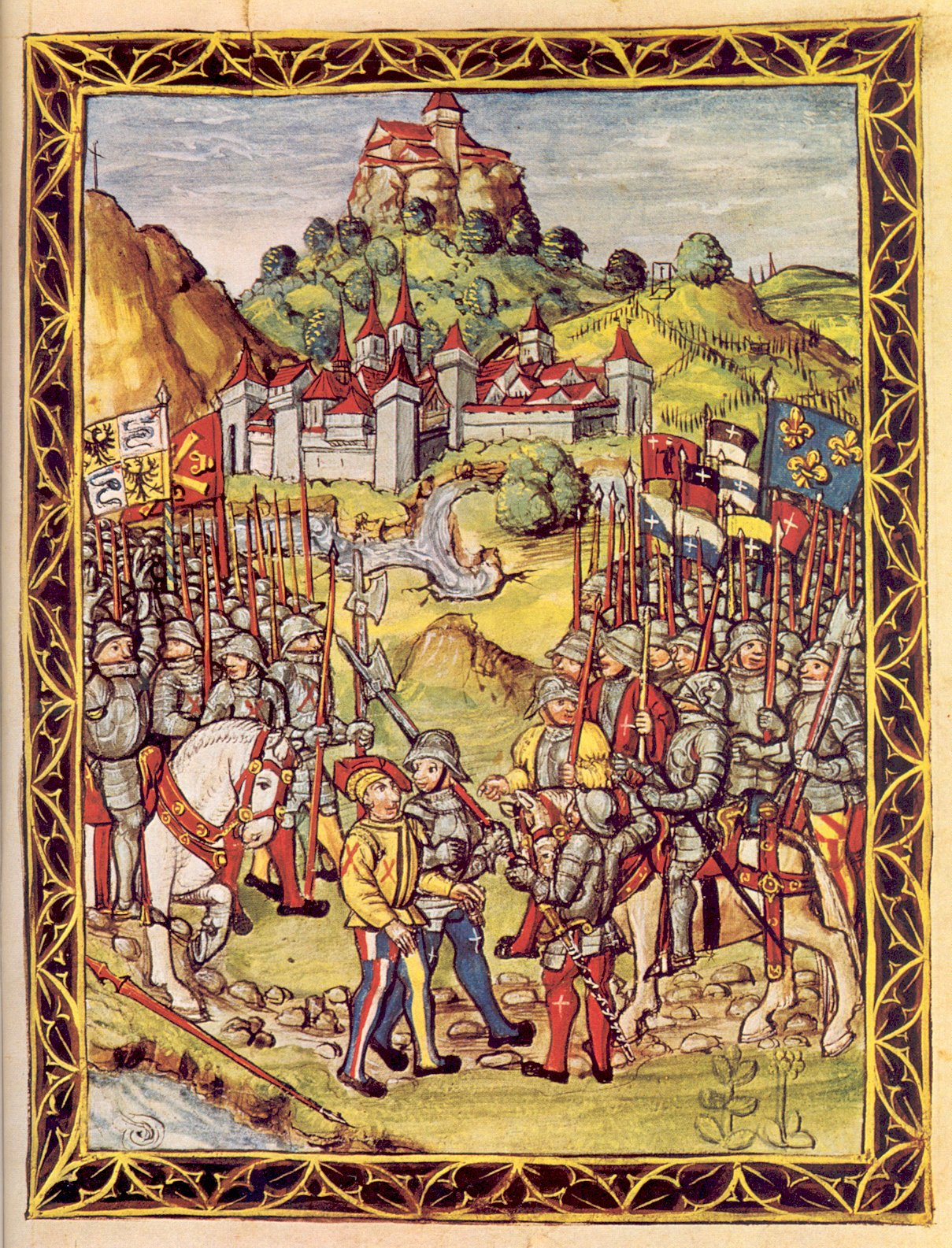
Najemnicy szwajcarscy po obu stronach walczących pod Novarą (1513)

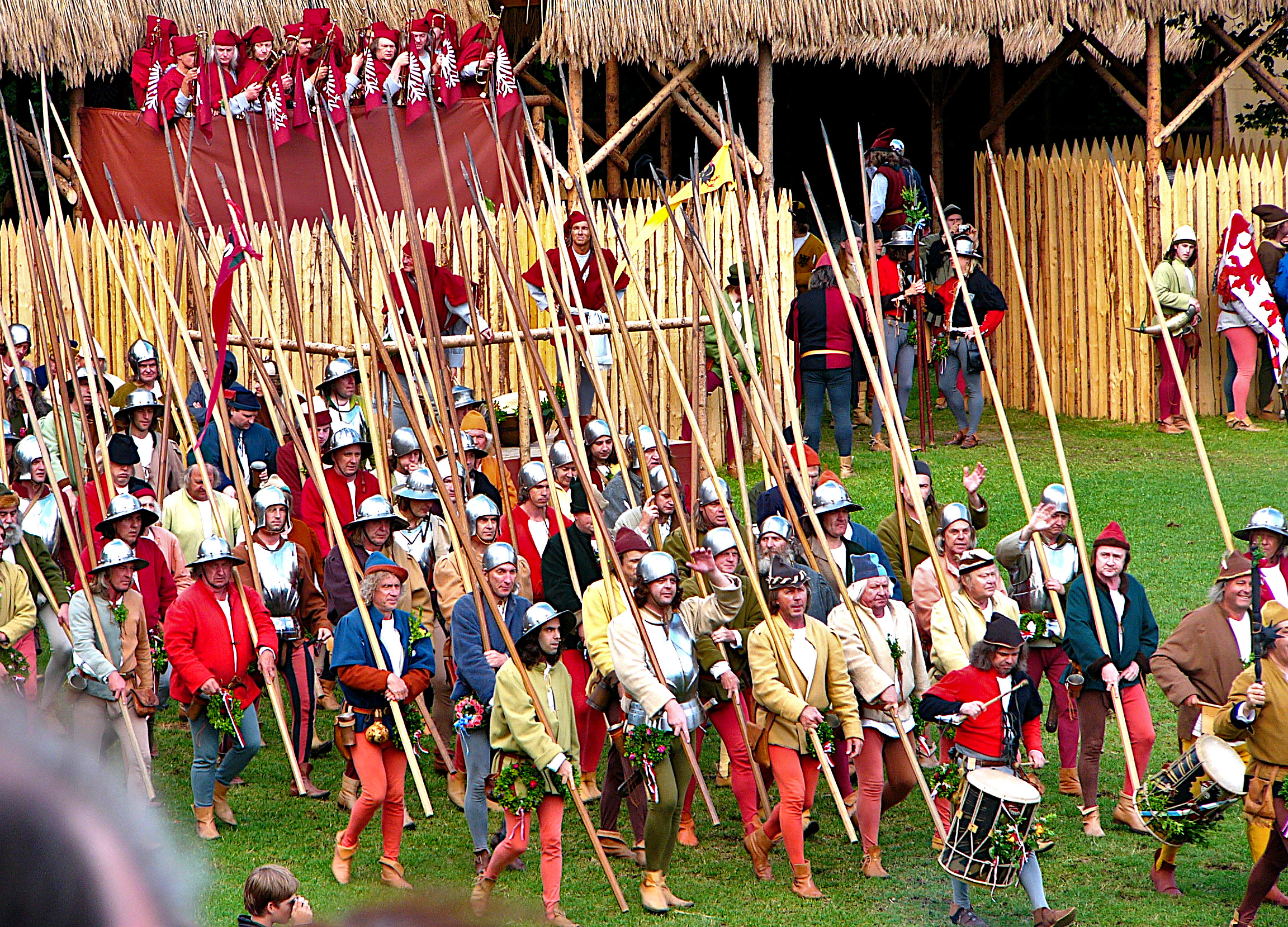
Najemni Szwajcarzy z roku 1475 podczas festynu Wesele w Landshut

Najemnicy szwajcarscy (Reisläufer) – żołnierze zaciężni pochodzący z krajów Konfederacji Szwajcarskiej, służący w armiach zachodnioeuropejskich XVI-XVIII stulecia.  
Genezy powstania środowiska zawodowych najemników w Szwajcarii można doszukiwać się w XIV-wiecznych wojnach szwajcarskich kantonów z próbującymi je sobie podporządkować Habsburgami. Powodem, dla którego alpejscy górale wybierali służbę w obcych armiach, była przede wszystkim lokalna bieda oraz ciągłe wojny pomiędzy mocarstwami europejskimi. Najemne pułki szwajcarskie najliczniejsze były w składzie armii francuskiej. 
Przełom w ich europejskiej karierze stanowiły wojny włoskie, w trakcie których Szwajcarzy zyskali sobie opinię niezawodnych najemników, wyszkolonych zwłaszcza do walki w zwartym szyku batalii przy użyciu pik i halabard; oprócz nich używali także mieczy dwuręcznych. Od początków XVI w. podobną taktykę zaczęli stosować żołnierze zaciężni z Niemiec (landsknechci), zwłaszcza pochodzący ze Szwabii. Sytuacja militarna nierzadko sprawiała, że obie te formacje ścierały się ze sobą na polach bitew, występując po stronie przeciwnej. Rezultatem walk prowadzonych taktycznymi bataliami były znaczne straty wskutek zderzania się kolumn pikinierów i zaciekłej walki wręcz.
Na początku XVI w. (szczególnie od bitwy pod Marignano i pod Bicocca) taktyka stosowana przez najemników szwajcarskich traciła na swej skuteczności ze względu na udoskonalenie broni palnej (arkebuz). Z biegiem czasu zaczęli się coraz mniej wyróżniać spośród innych formacji, również przyjęli na uzbrojenie broń palną i zaprzestając dawnego charakterystycznego sposobu walki. Szwajcarzy jako najemnicy byli obecni w armii francuskiej jeszcze u schyłku XVIII wieku. Zasłynęli m.in. zawziętą obroną strzeżonego przez nich Ludwika XVI, w trakcie której zostali zmasakrowani przez zbuntowany tłum sankiulotów. Ostatnie ich oddziały miały znajdować się w składzie wojsk napoleońskich.
Od 1859 na mocy krajowej konstytucji służba w obcej armii dla obywateli Szwajcarii możliwa jest jedynie w szeregach Gwardii Watykańskiej, tradycyjnie stanowiącej ceremonialną ochronę osobistą papieży.